# Муравійка
Муравійка — проміжна залізнична станція 5 класу Київської дирекції Південно-західної залізниці на лінії Чернігів — Ніжин. Розташована біля села Вершинова Муравійка.
Розташована в Куликівському районі Чернігівської області між станціями Количівка (17 км) та Імені Бориса Олійника (11 км).
На станції зупиняються лише приміські поїзди.

## Галерея

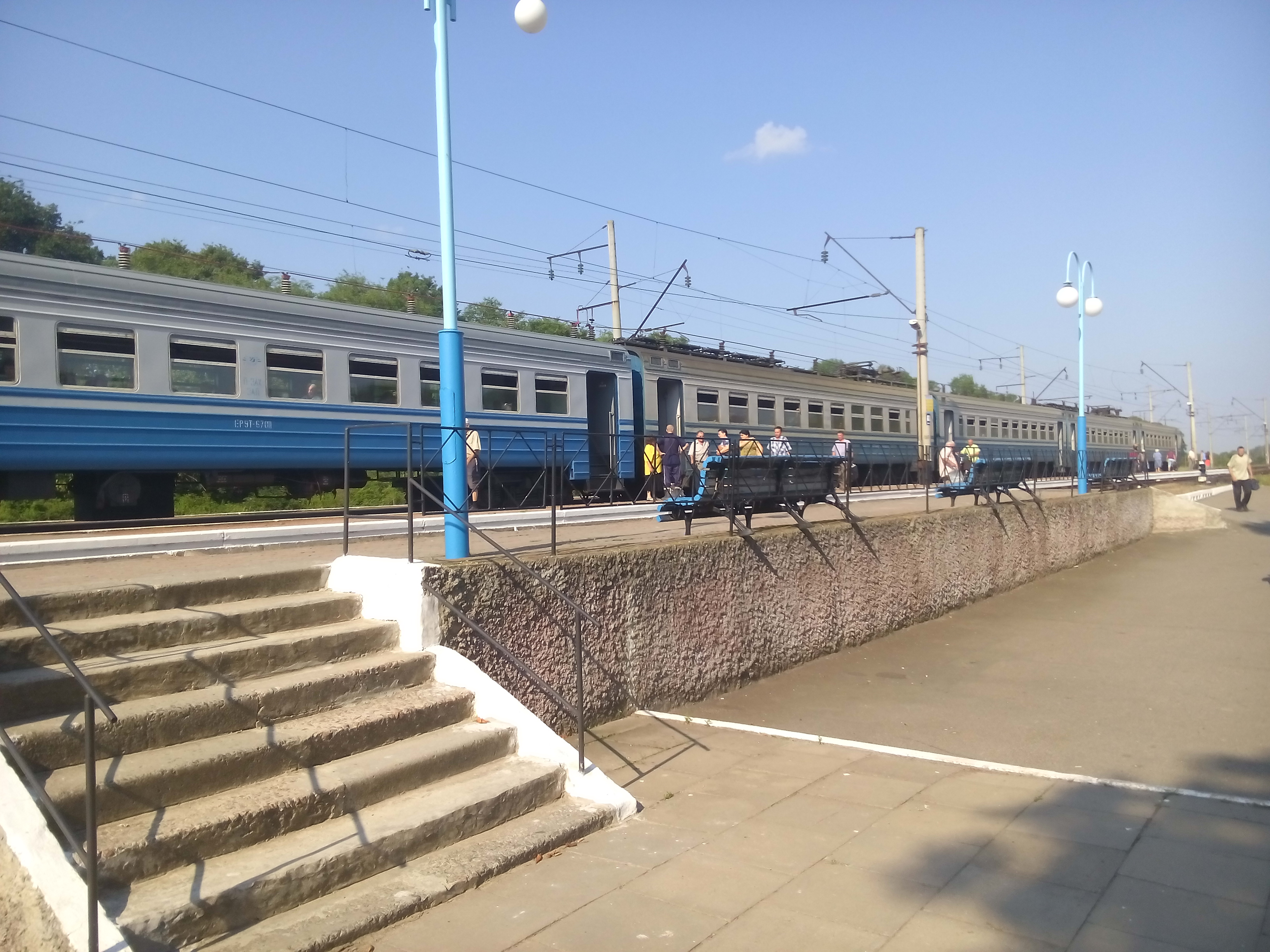